# یوکوسوکا ایی۵وای
یوکوسوکا ایی۵وای (به انگلیسی: Yokosuka_E5Y) یک هواگرد ملخ‌پیشین تک‌موتوره از نوع شناسایی دریایی ساخت شرکت Yokosuka Naval Air Technical Arsenal است. این هواگرد در سال ۱۹۳۰ میلادی رسماً معرفی گردید. در مجموع، تعداد ۲۰ فروند از این هواگرد ساخته شده‌است.